# Оразкулиев, Ярмухаммед
Ярмухаммед Оразкулиев (туркм. Ýarmuhammet Orazgulyýew) — туркменский государственный деятель.
Кандидат в Президенты Туркменистана на выборах 2012 года (набрал 1,02 % голосов, занял 3-е место).

## Карьера
Родился в 1960 году в селе Ахал Геок-Тепинского района Ахалского велаята.
В 1982 году окончил Туркменский политехнический институт, получив специальность «инженер-электрик».
1982—1984 — начальник подстанции газодобывающего управления «Керпичли» производственного объединения «Туркменгазпром».
1984—1995 — старший инженер производственно-технического отдела Геоктепинского предприятия «Этрапобаэнерго», главный энергетик, главный инженер комбината строительных материалов и деталей треста «Ахалсувходжалык».
1995—2003 — главный энергетик управления «Обасувхызмат» производственного объединения «Ахалабатлайышсувходжалык», предприятия «Геоктепесувходжалык», директор электросети Геоктепинского этрапа.
2003—2006 — главный инженер предприятия «Довлетэнергогозегчилик» Государственной корпорации «Туркменэнерго».
2006 — 28.09.2007 — первый заместитель министра энергетики и промышленности Туркменистана — председатель Государственной корпорации «Туркменэнерго».
28.09.2007 — 15.01.2009 — заместитель министра энергетики и промышленности Туркменистана.
15.01.2009 — 13.04.2012 — министр энергетики и промышленности Туркменистана. 13 апреля 2012 года уволен без указания причин. 6 июня 2011 года получил выговор от президента Туркмении Гурбангулы Бердумухамедова «за недостатки в обеспечении надежности энергоснабжения населенных пунктов страны».

## Награды и звания
- Медаль «За любовь к Отечеству»
- Медаль «20 лет Независимости Туркменистана»

## Семья
Женат, четверо детей.